# Walk Away (utwór Christiny Aguilery)
Walk Away – piosenka R&B pochodząca z czwartego studyjnego albumu amerykańskiej wokalistki Christiny Aguilery zatytułowanego Stripped (2002). Utwór napisany został przez Aguilerę, Scotta Storcha i Matta Morrisa oraz wyprodukowany przez samego Storcha.
Krytycy określili „Walk Away” jako utwór mądry, emocjonalny i żarliwie namiętny. Chwalono wykonanie wokalne piosenki, a także wskazywano ją jako najlepszą zawartą na albumie Stripped. „Walk Away” został również przyrównany do kompozycji z repertuaru wokalistki R&B Alicii Keys. W pierwszej połowie 2008 roku utwór uplasował się na trzydziestym piątym miejscu listy przebojów Danish Singles Chart. Nagranie było nominowane do nagrody Groovevolt Music and Fashion, jako jedno z najlepszych niesinglowych wydawnictw 2004 roku.

## Informacje o utworze

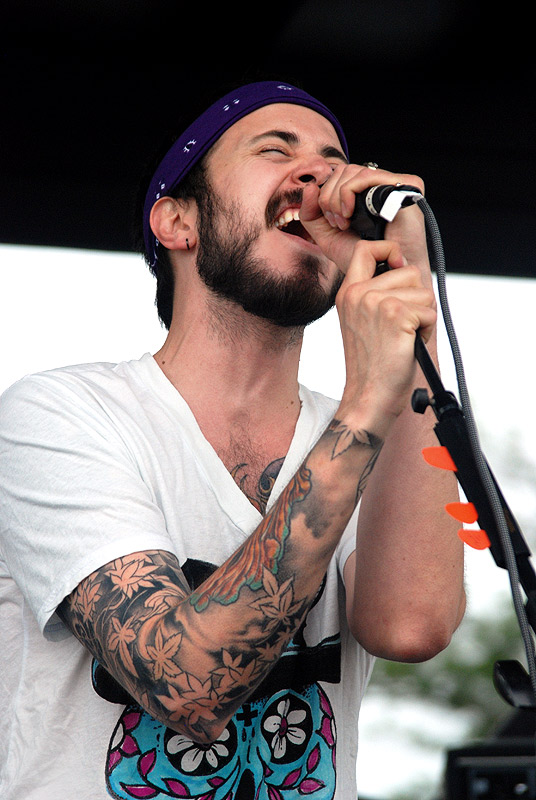
Współautor piosenki Matt Morris, podobnie jak Christina Aguilera, uczestniczył w programie telewizyjnym The Mickey Mouse Club.

„Walk Away” to jeden z siedmiu utworów pochodzących z płyty Stripped, których współautorem i współproducentem jest Scott Storch. Storch wyprodukował piosenkę dla Tuff Jew Productions. Nagranie realizowano w 2002 roku w pracowni Royal Z Entertainment budynku The Enterprise Studios w Burbank oraz w hollywoodzkim Conway Studios. W „Walk Away”, zagranej na fortepianie balladzie, gatunkowo stanowiącej miks R&B i soulu, Aguilera przytacza historię toksycznego związku. W jednym z wersów piosenki artystka, posługując się metaforą, śpiewa: „Twoja miłość była jak cukierek; pozornie słodka, omamiała mnie opakowaniem”. Aguilera wykonuje balladę w niecharakterystycznym dla siebie, niskim rejestrze; jej głos opiera się na oktawach, od E3 do G5. Nagranie skomponowano w tonacji G-dur, a także oparto na umiarkowanie wolnej, bluesowej melodii i ruchach 52 uderzeń na minutę. W wersach wykorzystano progresję, od Em do C7. Początkowo kompozycja miała zostać oficjalnie wydana jako singel w 2003 roku, a jej zadaniem miała być promocja Stripped. Wytwórnia RCA Records, z którą związana jest Aguilera, zrezygnowała z tej idei. Po blisko sześciu latach od wydania płyty Stripped, w 2008 roku, „Walk Away” odnotowało swoją obecność na oficjalnej duńskiej liście przebojów. Nagła i niespodziewana popularność utworu spowodowana była jego wykonaniem w telewizyjnym talent show przez jednego z uczestników. W zestawieniu Danish Singles Chart piosenka debiutowała dnia 14 marca 2008 na 35. pozycji, będąc jedynym niesinglowym nagraniem z krążka Stripped notowanym na liście przebojów. „Walk Away” spędził w notowaniu jeden tydzień. Utwór zyskał emisję radiową w Polsce. W 2007 roku piosenka znalazła się na albumie kompilacyjnym Christina Aguilera – Greatest Hits, wydanym przez Star Mark w Rosji.

### Obecność w kulturze masowej
Utwór „Walk Away” odcisnął swoje piętno we współczesnej kulturze masowej; w 2018 roku był wykonywany przez Anję Nynne na łamach duńskiej edycji programu X Factor.

## Opinie
Według redaktorów strony internetowej the-rockferry.onet.pl, „Walk Away” to jedna z dziesięciu najlepszych kompozycji nagranych przez Aguilerę w latach 1997–2010. W rankingu stu najważniejszych utworów artystki z tego okresu serwis przypisał balladzie pozycję #7. W zestawieniu o nazwie „Piosenki Christiny Aguilery, których nigdy nie słyszałeś, a powinieneś” dziennikarka muzyczna Lexxie Ehrenkaufer (hypable.com) rekomendowała nagranie jako jeden z najbardziej wartościowych utworów w dyskografii artystki. W 2014 serwis top50songs.org podał, że internauci uznają „Walk Away” za jedną z czterdziestu najlepszych piosenek Aguilery. Sebastian Mucha (popheart.pl) wskazał „Walk Away” jako jedną z dziesięciu najlepszych niesinglowych piosenek Aguilery. Utwór uznał za niedoceniony. W sierpniu 2017 zespół redaktorów popheart.pl opracował listę dziesięciu najlepszych piosenek w całej karierze Aguilery. „Walk Away” objął na niej miejsce 6.

### Recenzje

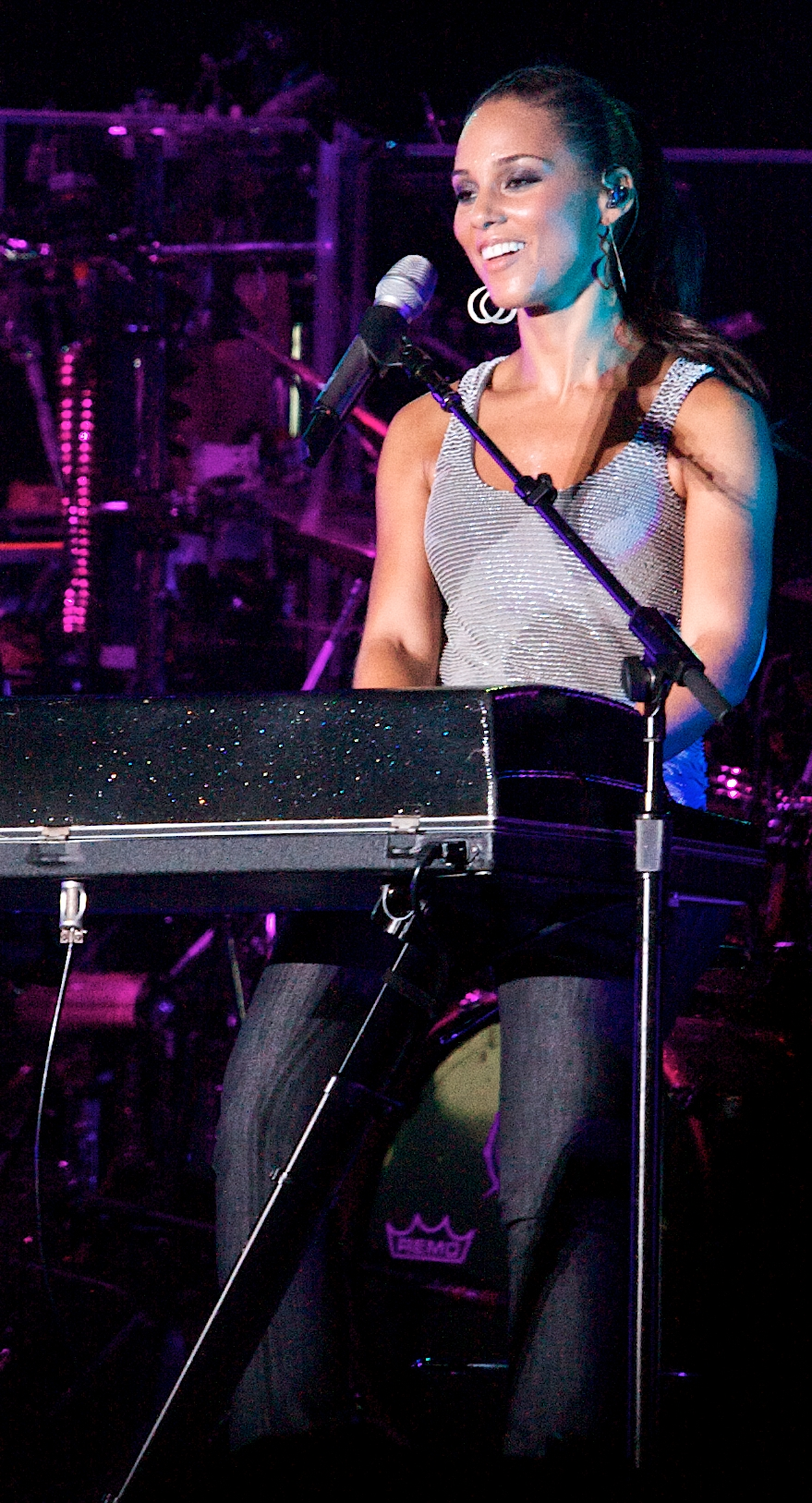
„Walk Away” został porównany do utworów z repertuaru nowojorskiej artystki Alicii Keys. Keys jest autorką i producentką zawartej na albumie Stripped piosenki „Impossible”

Kompozycja uzyskała pozytywne recenzje krytyków muzycznych. W omówieniu dla czasopisma Rolling Stone Jancee Dunn nazwała „Walk Away” „ognistym numerem, od którego ciężko się oderwać”. Zdaniem Sala Cinquemani (Slant Magazine), w utworze „Walk Away”, „płomiennej balladzie”, „Aguilera olśniewa”. Cinquemani docenił piosenkę oraz użycie w niej przez wykonawczynię „błyskotliwych metafor”. Bill Aicher (music-critic.com) uznał, że „Walk Away” to „skrojona na miarę Alicii Keys, fortepianowa ballada”, która odzwierciedla rozbieżność gatunkową albumu Stripped. Filip Wiącek z AllAboutMusic.pl wskazał „Walk Away” jako najlepszą balladę zawartą na Stripped, chwaląc wykonanie Aguilery oraz „dramatyczny 'bridge'” – „najciekawszy fragment utworu”. Podobną opinię przedstawiła w swej recenzji Aliiyssa DiMarco, pamflecistka pisząca dla strony ukmix.org. DiMarco okrzyknęła nagranie mianem najlepszego na całym albumie, wśród jego zalet wymieniając siłę przekazu. Amanda Murray, współpracownica witryny Sputnikmusic.com, podsumowała utwór jako „seksownie brzmiący, lecz 'niezadający sobie znacznego wysiłku’, zwłaszcza w warstwie lirycznej”. Murray uznała, że „Walk Away” to najbardziej leniwa piosenka na płycie Stripped.

## Teledysk
Za wideoklip do utworu „Walk Away” posłużył materiał nakręcony w trakcie trasy koncertowej Stripped World Tour. Teledysk, wyreżyserowany przez Julię Knowles, nie spotkał się z mocną promocją; ukazał się zaledwie w kilku państwach.

## Promocja i wykonania koncertowe
W celach promocyjnych Aguilera wystąpiła z utworem w talk show stacji CBS Late Show with David Letterman. Występ odbył się 16 stycznia 2004 roku. W grudniu 2013 redakcja witryny internetowej fuse.tv uznała to wykonanie za jeden z pięciu najlepszych występów w dotychczasowej karierze piosenkarki. W drugiej połowie 2003 piosenka była elementem tras koncertowych Aguilery Justified and Stripped Tour oraz Stripped World Tour.

## Twórcy
- Główne wokale: Christina Aguilera
- Producent: Scott Storch
- Autor: Christina Aguilera, Scott Storch, Matt Morris
- Producent wokalu: Christina Aguilera, E. Dawk
- Inżynier dźwięku: Wassim Zreik, Oscar Ramirez, współpr. Aaron Leply, John Morichal, Kevin Szymanski, Scott Whitting, Ethan Willoughby
- Mixer: Dave „Hard Drive” Pensado
- Dowodzący instrumentami: Larry Gold

## Pozycje na listach przebojów
| Kraj  | Notowanie (2008) | Wydawca     | Najwyższa pozycja |
| ----- | ---------------- | ----------- | ----------------- |
| Dania | Top 40 Singles   | Tracklisten | 35                |